# Fiat Toro

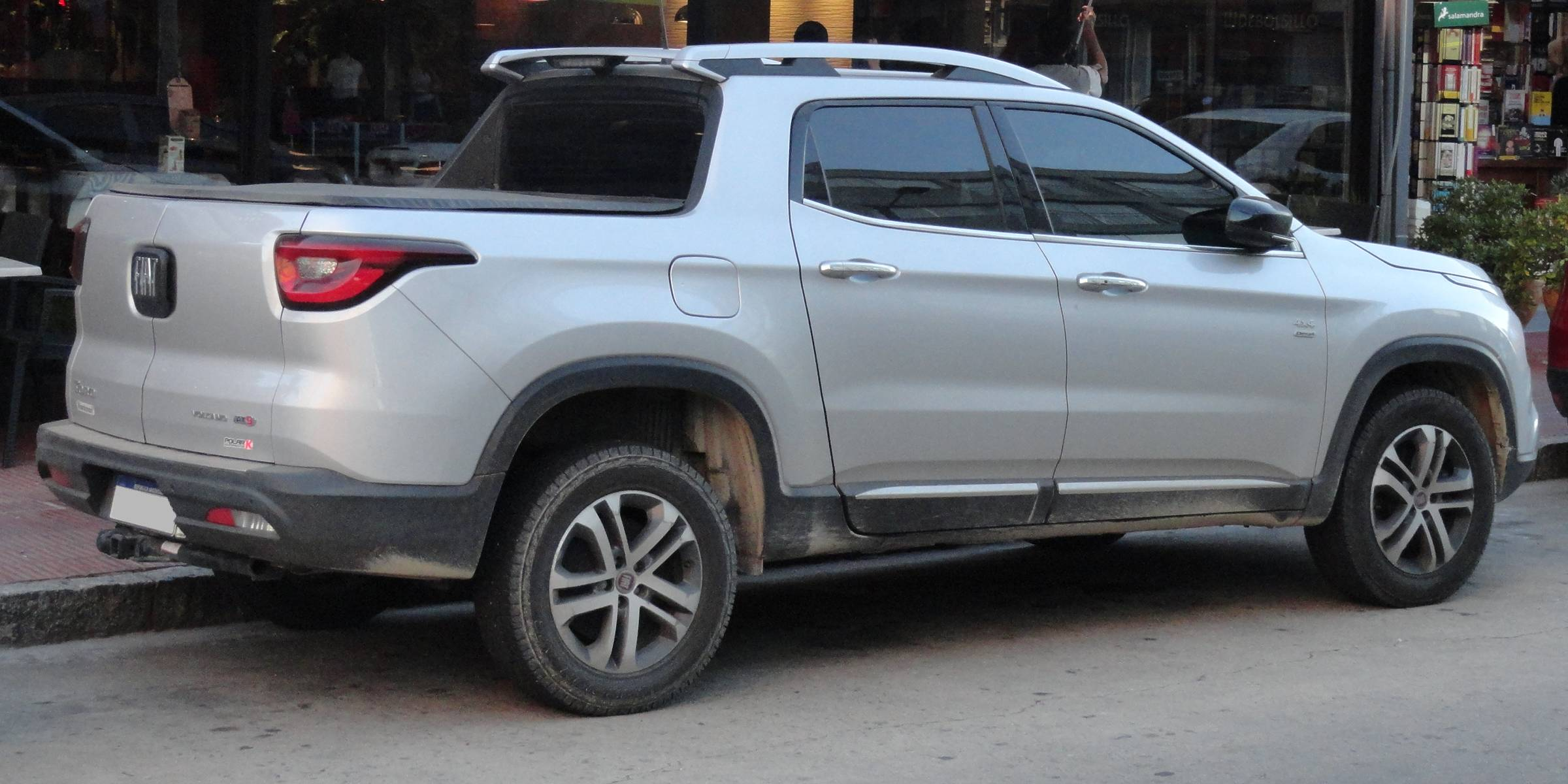
Вид сзади

Fiat Toro — среднеразмерный пикап, выпускаемый компанией Fiat в Бразилии. Является производным от концепт-кара Fiat FCC4 и выпускается на платформе Small Wide 4×4, на которой также выпускаются Jeep Renegade, Jeep Compass и Fiat 500X. На некоторых рынках Латинской Америки, включая Колумбию, автомобиль выпускается компанией RAM Trucks под названием Ram 1000.

## История
Fiat Toro был разработан под кодовым обозначением Type 226 и задумывался как второй автомобиль завода Fiat Chrysler Automobiles в Гояне и Пернамбуку. В мае 2016 года автомобиль получил премию Red Dot. К 2018 году было продано более 100000 единиц. Передние тормоза автомобиля дисковые.
В апреле 2021 года автомобиль прошёл рестайлинг. Он оснащён 1,3-литровым двигателем с турбонаддувом, который работает на бензине и этаноле. В Бразилии автомобиль выпускается в комплектациях Endurance, Freedom, Volcano, Ranch и Ultra.

## Продажи
| Год  | Бразилия | Аргентина |
| ---- | -------- | --------- |
| 2016 | 41,283   |           |
| 2017 | 50,723   | 15,973    |
| 2018 | 58,477   | 6,333     |
| 2019 | 65,298   | 6,214     |
| 2020 | 53,981   | 7,628     |
| 2021 | 70,890   | 4,777     |
| 2022 | 49,573   | 3,810     |